# Quand vient l'automne
Quand vient l'automne is een Franse dramafilm uit 2024, geschreven, geregisseerd en geproduceerd door François Ozon. De hoofdrollen worden vertolkt door Hélène Vincent en Josiane Balasko.

## Verhaal
In een rustig Bourgondisch dorp genieten oude vriendinnen en buren Michelle en Marie-Claude van een rustig leven na hun pensioen. Michelle kijkt ernaar uit om de zomer door te brengen met haar kleinzoon Lucas, maar zijn verblijf wordt geannuleerd wanneer Michelle per ongeluk giftige paddenstoelen aan zijn moeder serveert. Aanvankelijk terneergeslagen, begint Michelle zich minder eenzaam te voelen wanneer Marie-Claude's zoon thuiskomt uit de gevangenis.

## Rolverdeling
| Acteur           | Personage       |
| ---------------- | --------------- |
| Hélène Vincent   | Michelle        |
| Josiane Balasko  | Marie-Claude    |
| Pierre Lottin    | Vincent Perrin  |
| Ludivine Sagnier | Valérie Tessier |

## Productie
Begin juni 2023 maakte FOZ, het productiehuis van François Ozon, bekend dat het op zoek was naar een landhuis in Bourgogne-Franche-Comté en Yonne, waar François Ozon tussen september en 7 november zou filmen. Half september, tijdens een interview op het 78e congres van de Fédération nationale des cinémas français in Deauville, legde de regisseur uit dat het een film is waarin de natuur zeer aanwezig zal zijn en die spreekt over het verstrijken van de tijd. Nog half september zocht de productie, na in augustus zonder succes kinderaudities te hebben gehouden, figuranten in Donzy, in het huis rond Clamecy. Begin oktober 2023 werd Jérôme Alméras genoemd als DoP.

### Filmopnames
De filmopnames gingen van start in oktober 2023 in het departement Nièvre, in de gemeente Donzy, in de Moulin du Commandeur en in de bar Chez Didier, en in Cosne-Cours-sur-Loire. Begin november vonden opnames plaats in Nevers, in de Donald's Pub-bar.

## Release en ontvangst
Quand vient l'automne ging op 9 september 2024 in première in Cosne-Cours-sur-Loire. De film werd later vertoond op het Internationaal filmfestival van San Sebastián in de competitie voor de Gouden Schelp. De film werd op 2 oktober 2024 uitgebracht in de Franse bioscopen. De film kreeg 3,5 op 5 sterren op Allociné van de filmcritici, gebaseerd op 36 beoordelingen. Quand vient l'automne ontving in december 2024 vier nominaties voor de Prix Lumières.

## Prijzen en nominaties
De belangrijkste:
| Jaar | Prijs                                         | Categorie                         | Genomineerde(n) | Uitslag       |
| ---- | --------------------------------------------- | --------------------------------- | --------------- | ------------- |
| 2025 | Prix Lumières                                 | Beste regisseur                   | François Ozon   | In afwachting |
| 2025 | Prix Lumières                                 | Beste actrice                     | Hélène Vincent  | In afwachting |
| 2025 | Prix Lumières                                 | Beste jong mannelijk talent       | Pierre Lottin   | In afwachting |
| 2025 | Prix Lumières                                 | Beste scenario                    | François Ozon   | In afwachting |
| 2024 | Internationaal filmfestival van San Sebastián | Gouden Schelp                     | François Ozon   | Genomineerd   |
| 2024 | Internationaal filmfestival van San Sebastián | Zilveren Schelp voor beste bijrol | Pierre Lottin   | Gewonnen      |
| 2024 | Internationaal filmfestival van San Sebastián | Juryprijs voor beste scenario     | François Ozon   | Gewonnen      |